# Рунозірка гарна
Рунозірка гарна (Polytrichastrum formosum) — вид мохів порядку рунянкальних (Polytrichales).

## Поширення
Батьківщиною є Європа, Африка, Північна Америка, Азія, Австралія, Нова Зеландія.

## Галерея

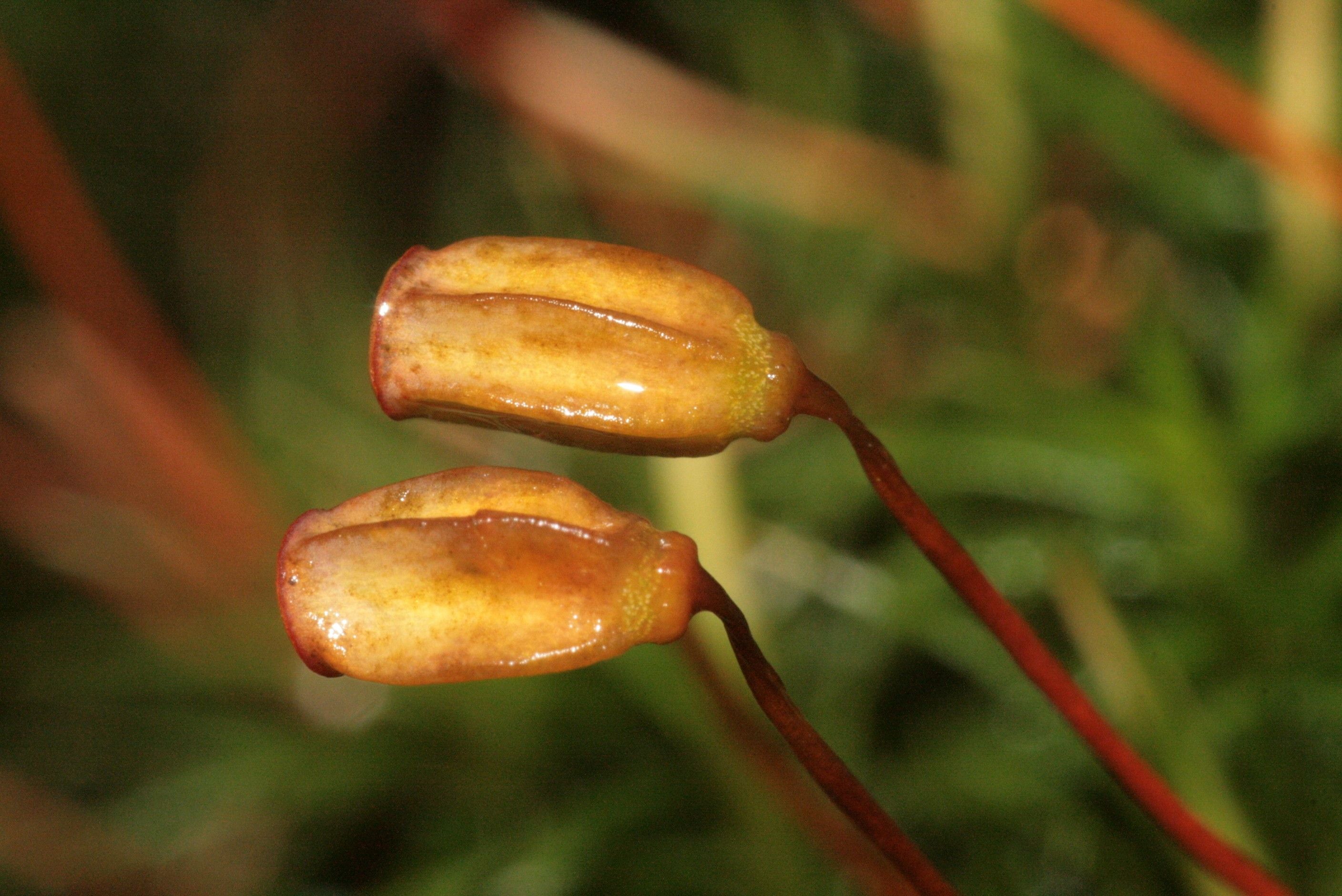
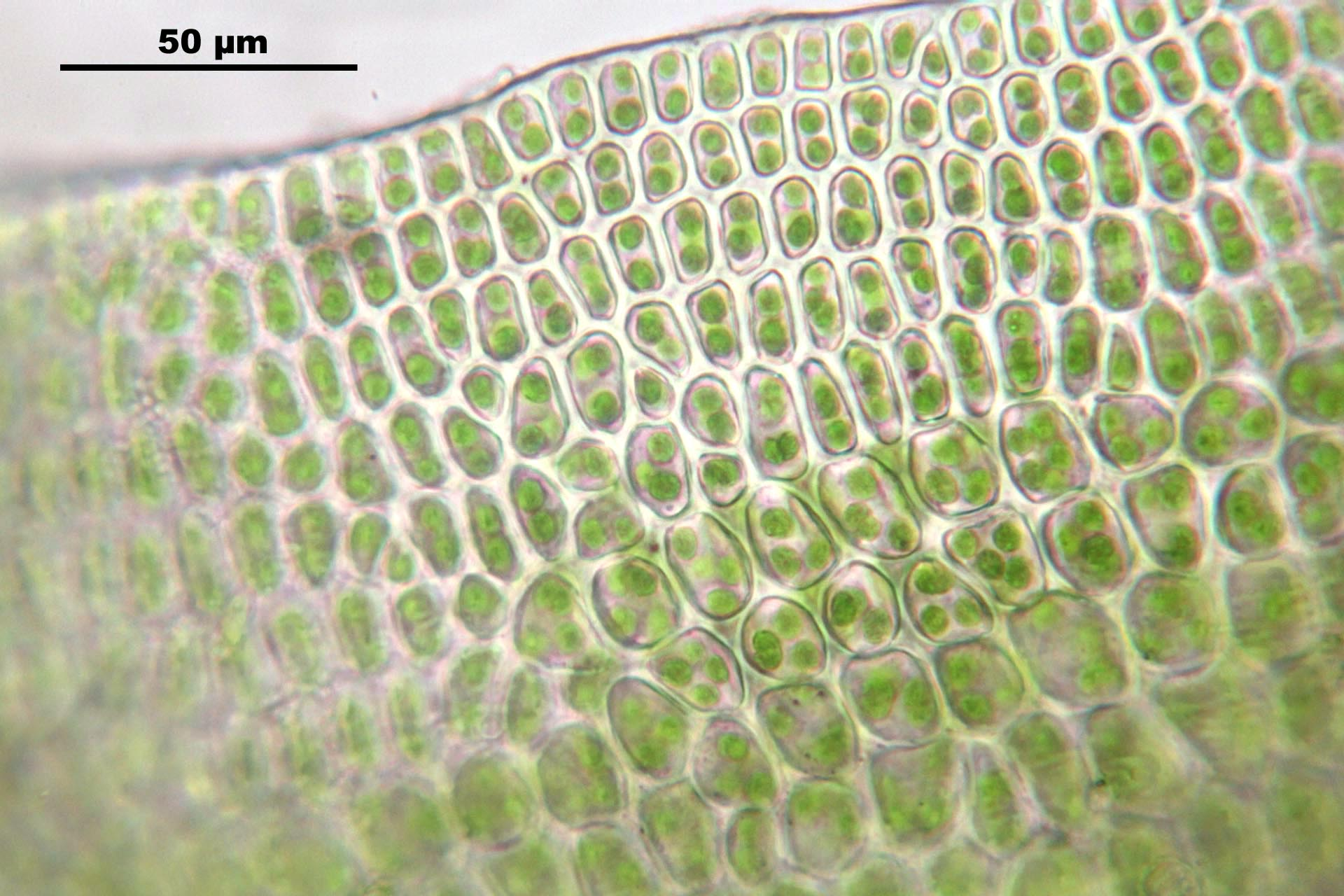
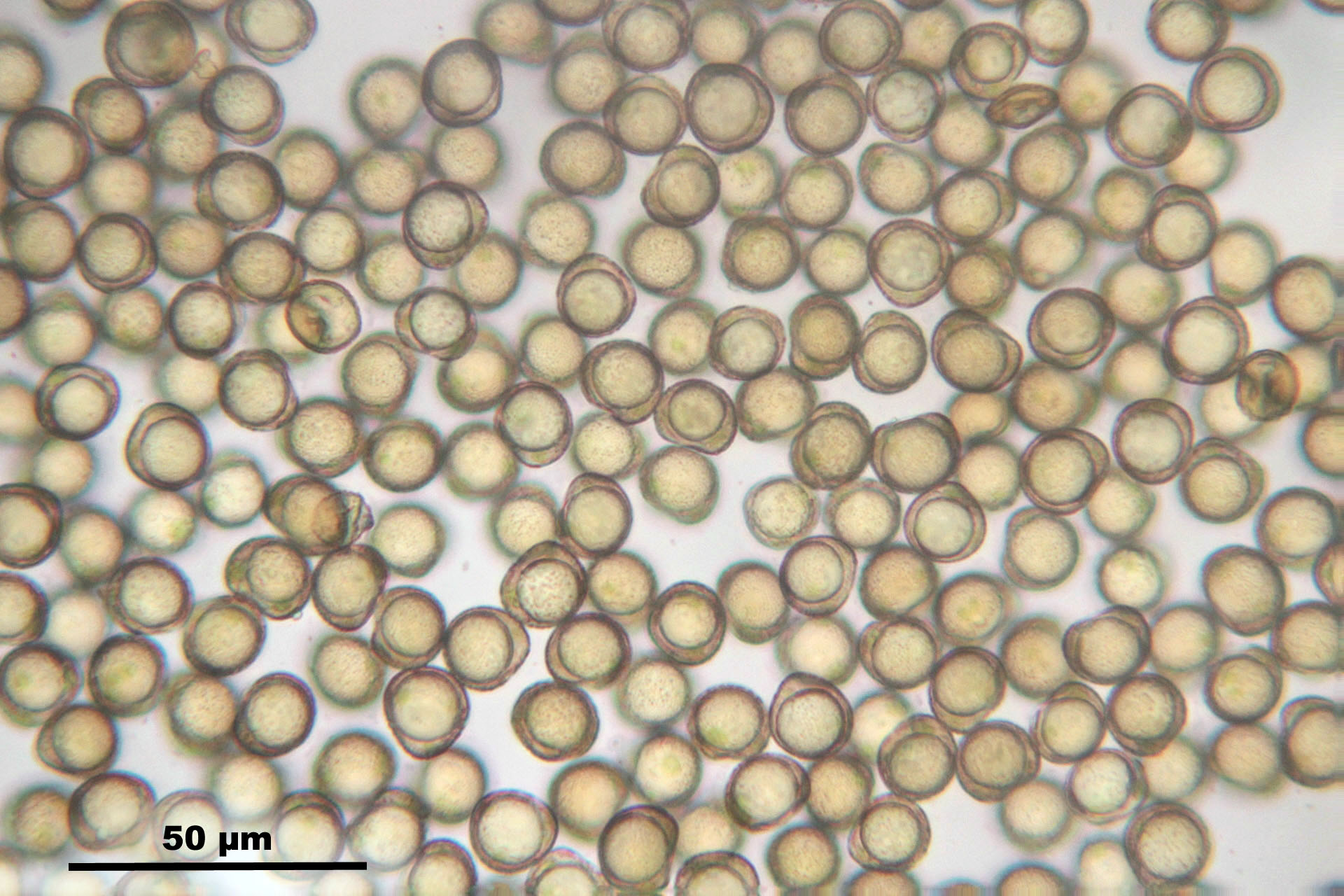
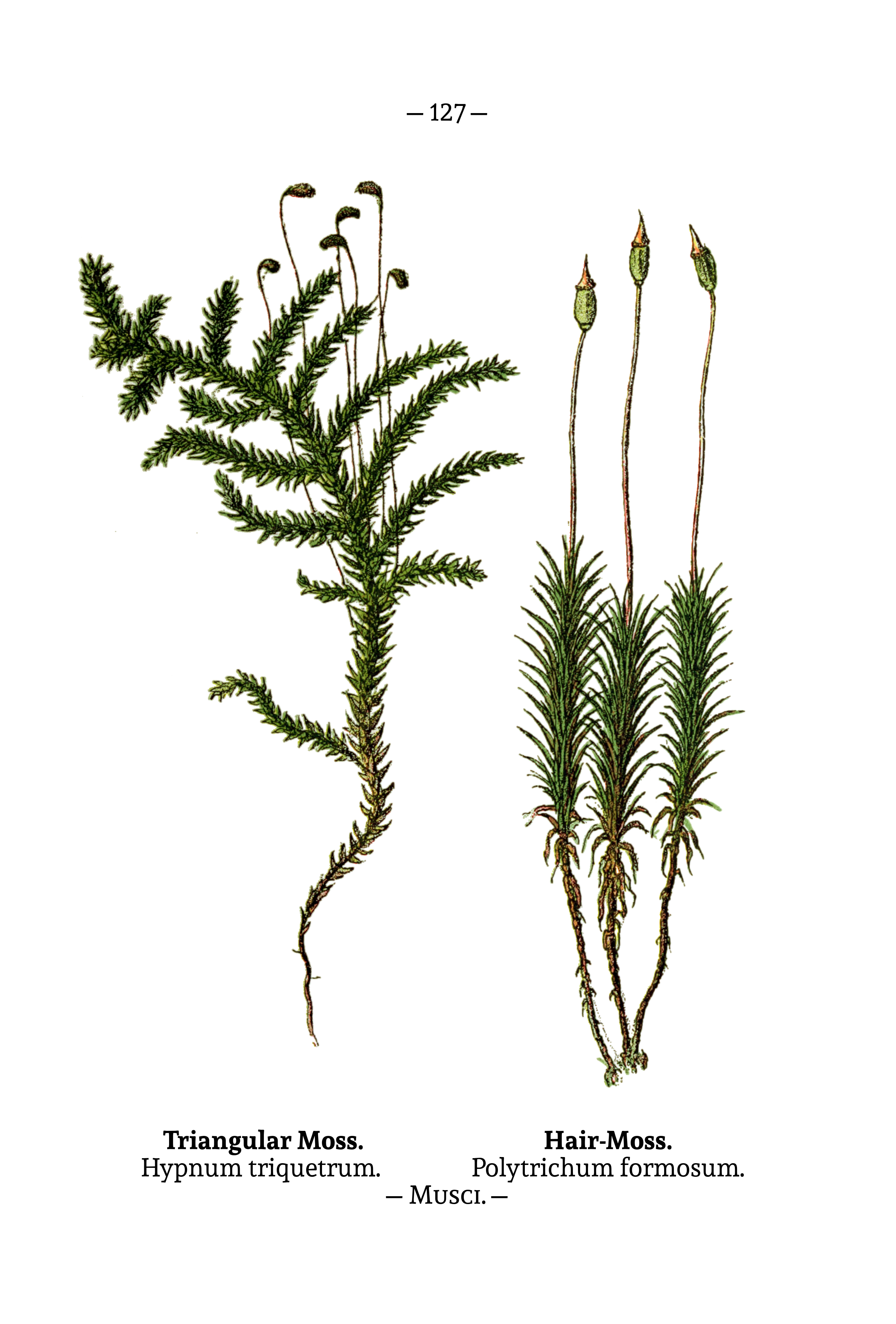

## Характеристика
Рослини від зелених до темно-оливково-зелених або чорнуватих, ростуть у пухких пучках. Стебла (2)3–8(20) см, переважно нерозгалужені. Листки 6–8(12) мм, від прямовисних до прямовисно-розпростертих коли сухі. Ніжки коробок 3–6 см, жовтувато-червонувато-коричневі. Коробочки 4–7 мм, гостро 4(-6)-кутні, від блідо-жовтувато-коричневих до буруватих. Спори 12–16 мкм.